# SC Untersiebenbrunn
Der SC Untersiebenbrunn ist ein österreichischer Fußballverein aus der niederösterreichischen Ortschaft Untersiebenbrunn mit ruhendem Spielbetrieb. Er spielte von 1999 bis zu seiner Auflösung 2005 insgesamt sechs Saisonen lang in der zweitklassigen Ersten Division, davon 2001 bis 2004 unter dem Namen SC Interwetten.com. Im September 2019 musste auch der Spielbetrieb in der untersten Leistungsstufe, der 2. Klasse Marchfeld, eingestellt werden.

## Geschichte
Der SC Untersiebenbrunn wurde 1932 mit den Farben Rot-Weiß ins Leben gerufen und war anfangs noch der VAFÖ unterstellt. Zum erfolgreichsten Verein des Marchfelds wuchs der Verein in den 1970er Jahren, 1974 gelang der Aufstieg in die Landesliga, in der man 1979 niederösterreichischer Landesmeister wurde und damit in die drittklassige Regionalliga Ost aufstieg. Doch bereits in der ersten Regionalligaspielzeit 1979/80 wurde die Liga wieder aufgelöst, sodass der SC Untersiebenbrunn in die Landesliga zurückfiel. Die Regionalliga wurde 1985 wieder eingeführt, Untersiebenbrunn schaffte es schließlich 1996 mit dem zweiten niederösterreichischen Landesmeistertitel in diese Liga zurückzukehren. 
Hielt der Verein 1996/97 nur knapp seine Klasse, konnte bereits 1997/98 der Gewinn der Regionalligameisterschaft vor dem SV Schwechat und die damit verbundene Teilnahme an der Relegation zur zweitklassigen Zweite Division gefeiert werden. Einem 2:1-Hinspielsieg gegen den FC Kärnten folgte allerdings ein 0:2 im Rückspiel. Bereits 1998/99 kam durch den erneuten Gewinn der Regionalliga mit 19 Zählern Vorsprung auf den ASK Kottingbrunn eine neue Chance zum Aufstieg in die mittlerweile „Erste Division“ genannte zweite Spielstufe. Äußerst knapp gelang dies mit einem 1:1 und 0:0 dank der Auswärtstorregel gegen den Absteiger SV Spittal/Drau. 
Der SC Untersiebenbrunn, von 2001 bis 2004 unter dem Namen SC Interwetten.com, wurde zur festen Größe in Österreichs zweiter Liga. Bis zur Saison 2003/04 war der Klub nie schlechter als Vierter in der Endtabelle. 2002 stand man auch im Viertelfinale des ÖFB-Cups, warf auf dem Weg dahin unter anderem die Wiener Austria aus dem Rennen, ehe das Aus im Elfmeterschießen gegen den GAK kam. Spätere Nationalspieler wie Bozo Kovacevic und Paul Scharner spielten zu dieser Zeit an der Seite von Routiniers wie Peter Stöger, Franz Wohlfahrt und Roman Mählich in Untersiebenbrunn. 
Nach der auch sportlich gesehen mit dem 8. Platz schwächeren Saison 2004/05 kam das wirtschaftliche Aus: Die Bundesliga verweigerte dem SC Untersiebenbrunn die Teilnahme für die Folgesaison und versetzte die Niederösterreicher damit in die dritte Leistungsstufe, zurück in die Regionalliga Ost. Die Funktionäre des Klubs drohten daraufhin mit der Auflösung des Vereins, da sie Untersiebenbrunn weiterhin in der Ersten Liga halten wollten. Als die Bundesliga ihr Urteil bestätigte, wurde der Klub aufgelöst und mit dem FC Untersiebenbrunn 1932 ein Nachfolgeverein gegründet, der jedoch in der untersten Spielklasse Niederösterreichs beginnen musste und im März 2017 stillgelegt wurde und aus dem Meisterschaftsbetrieb ausschied. 2018 wurde der Meisterschaftsbetrieb wieder aufgenommen.
Nachdem der Verein am 20. September 2019 nur mehr zwölf Spieler hatte aufbieten können und im Auswärtsspiel beim ATSV Auersthal mit 0:25 Toren unterlegen war, gab Obmann Alexander Rakowitz am 25. September 2019 bekannt, dass er die Erste Mannschaft mit sofortiger Wirkung aus dem Spielbetrieb der 2. Klasse Marchfeld zurückzieht. Bereits zuvor hatte schon der Betrieb einer Reservemannschaft eingestellt werden müssen.

## Bekannte Spieler
- Markus Briza
- Markus Endress
- Robert Ibertsberger
- Vladimír Kinder
- Bozo Kovacevic
- Roman Mählich
- Jürgen Panis
- Paul Scharner
- Peter Stöger
- Heinz Weber
- Franz Wohlfahrt
- Robert Almer

## Erfolge
- 6 × Zweitligateilnahme: 2000–2005 (1. Division/Erste Liga)
- 1 × Viertelfinale ÖFB-Cup: 2002
- 2 × Regionalligameister: 1998, 1999
- 2 × Niederösterreichischer Landesmeister: 1979, 1996